# La Spezia megye
La Spezia megye (olasz nyelven provincia della Spezia, Ligur nyelven provinça dea Spèza)  Liguria régió egyik megyéje. Északon Parma megyével (Emilia-Romagna), keleten Massa és Carrara megyével (Toszkána), nyugaton Genova megyével, délen a Ligur-tengerrel határos. Székhelye La Spezia.

## Földrajz

### Hegyei
| Hegy              | Magasság |
| ----------------- | -------- |
| Monte Alpicella   | 824 m    |
| Monte Cornoviglio | 1162 m   |
| Monte Zuccone     | 1424 m   |
| Monte Zatta       | 1404 m   |
| Monte Gottero     | 1639 m   |
| Monte Chiappozzo  | 1126 m   |
| Monte Malpertuso  | 812 m    |
| Monte Parodi      | 630 m    |

### Folyók
A megye csaknem teljes területe a Magra folyó vízgyűjtő területéhez tartozik.
A Magra Santo Stefano di Magra mellett lép be a megye területére, és néhány kilométer után a  Vara folyóba ömlik. A Vara Liguria leghosszabb folyója.

### A tenger
A megye 70 km tengerparttal rendelkezik Deiva Marinától Marinella di Sarzanáig. A tenger jelenléte alapvető a gazdaság számára, ami elsősorban az idegenforgalmon alapul.

## Községek

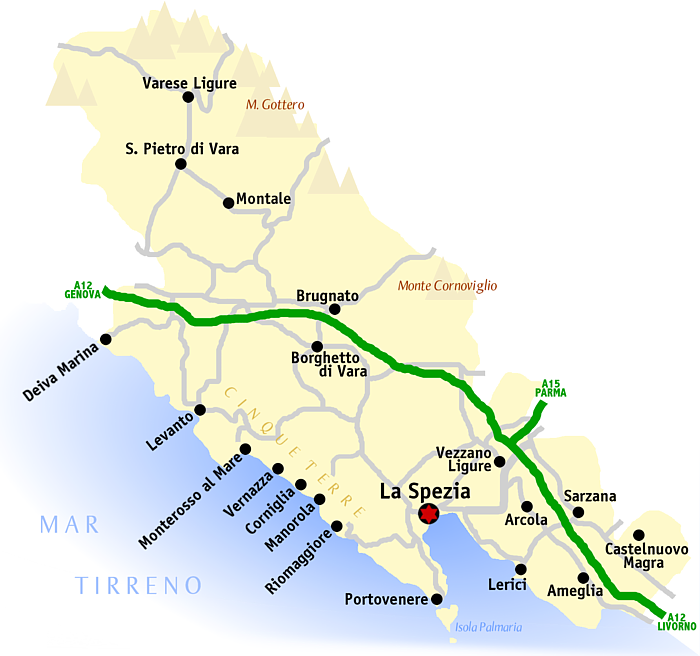
La Spezia megye térképe

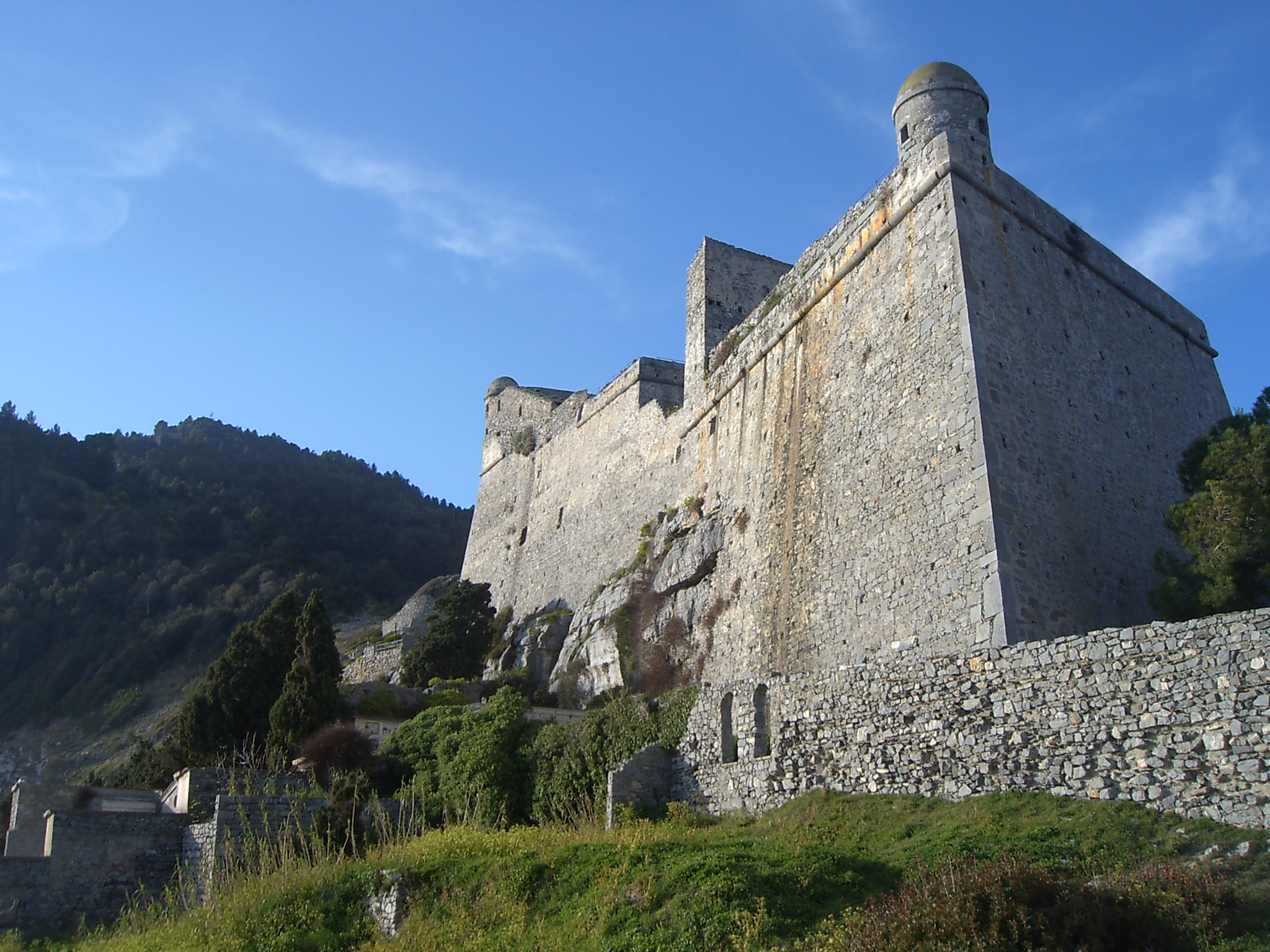
Doria kastély, Porto Venere

- Ameglia
- Arcola
- Beverino
- Bolano
- Bonassola
- Borghetto di Vara
- Brugnato
- Calice al Cornoviglio
- Carro
- Carrodano
- Castelnuovo Magra
- Deiva Marina
- Follo
- Framura
- La Spezia
- Lerici
- Levanto
- Luni
- Maissana
- Monterosso al Mare
- Pignone
- Porto Venere
- Riccò del Golfo di Spezia
- Riomaggiore
- Rocchetta di Vara
- Santo Stefano di Magra
- Sarzana
- Sesta Godano
- Varese Ligure
- Vernazza
- Vezzano Ligure
- Zignago

## Közlekedés

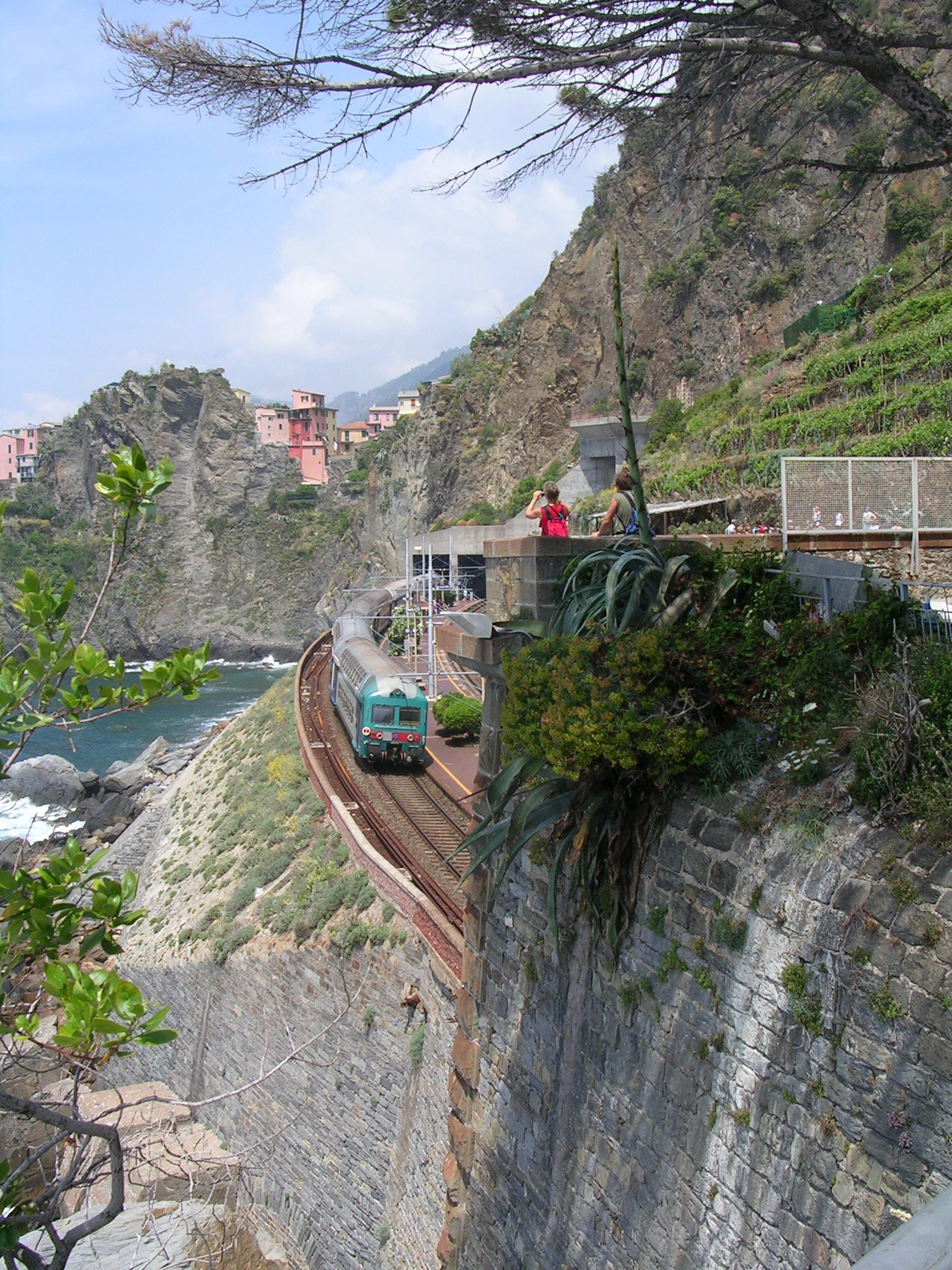
Vasút Cinque Terre és La Spezia között

### Vasút
A megyén két vasútvonal halad át:  
- a Parma–La Spezia-vasútvonal
- a Genova–Róma-vasútvonal

### Közút

#### Autópályák
A megyén két autópálya halad át:
- az A15-ös autópálya, amely Parmával, és rajta keresztül az A1-es autópályával köti össze a megyét
- az  A12-es autópálya, amely  Genova és Livorno felé biztosít összeköttetést.

### Repülőterek, kikötők
A legközelebbi repterek: a genovai repülőtér, a pisai repülőtér, és a parmai repülőtér.

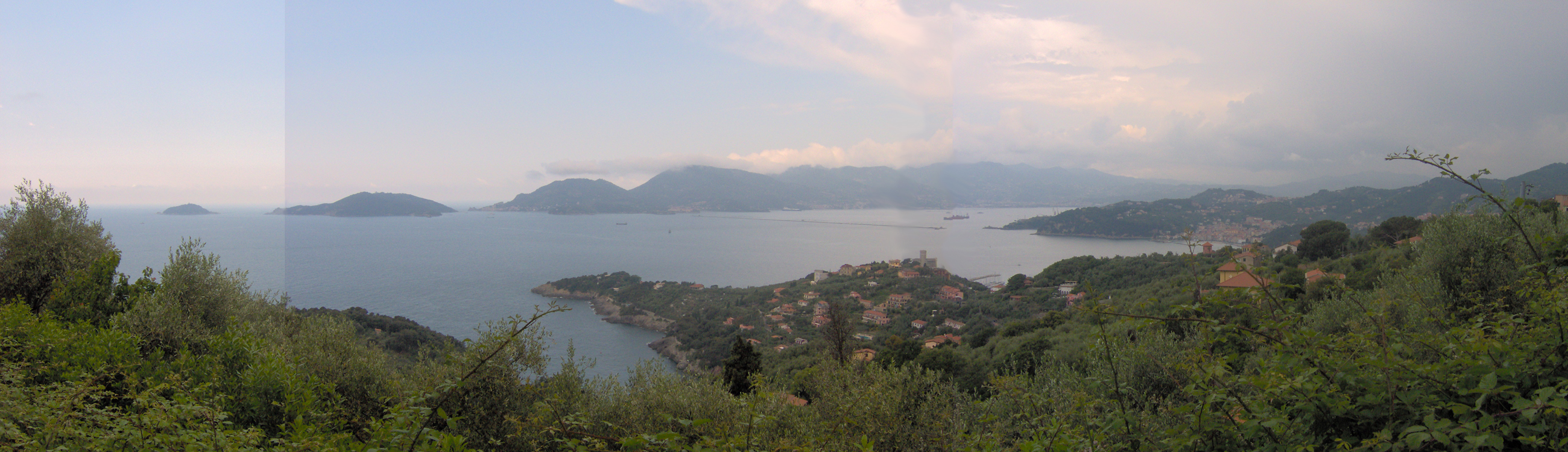
A La Speziai-öböl Lerici dombjairól

## Fordítás
- Ez a szócikk részben vagy egészben  a   Provincia della Spezia című olasz Wikipédia-szócikk fordításán alapul.  Az eredeti cikk szerkesztőit annak laptörténete sorolja fel. Ez a jelzés csupán a megfogalmazás eredetét és a szerzői jogokat jelzi, nem szolgál a cikkben szereplő információk forrásmegjelöléseként.

## Külső hivatkozások
- Hivatalos honlap (olaszul)